# Kommissar Freytag
Kommissar Freytag war eine für das Vorabendprogramm des Hessischen Rundfunks produzierte Fernsehserie. Sie war – nach Blaulicht vom Deutschen Fernsehfunk – die erste deutsche Krimiserie mit einem Kommissar, der in jeder Folge auftrat. Regie führten Michael Braun und Hans Stumpf.
In 39 Fällen, die alle von Bruno Hampel geschrieben wurden, ermittelt der Kriminalbeamte Werner Freytag (Konrad Georg) in den verschiedensten Fällen und ist für alles zuständig: Raub, Diebstahl, Erpressung, Betrug und Mord. Ihm zur Seite steht Peters (Willy Krüger), ein älterer Herr, der seinem Chef untertänigst dient. Freytag ist verheiratet und hat eine Tochter namens Franziska, die in einigen Folgen von Michaela May gespielt wird. In den einzelnen Folgen tauchen weitere Kriminalbeamte sowie zwei verschiedene Polizeiärzte auf.
In Gastrollen sah man damals unter anderem Willy Semmelrogge, Rolf Schimpf, Sigurd Fitzek, Werner Lieven, Peter Thom, Reinhard Glemnitz, Hans Pössenbacher, Adolf Ziegler, Kerstin de Ahna, Rosemarie Fendel, Art Brauss sowie viele bayerische Volksschauspieler wie Veronika Fitz, Willy Schultes oder Willy Harlander.
Gedreht wurden die drei Staffeln in München, in der ersten Staffel hatten die Episoden eine Länge von rund 21 Minuten, ab Folge 14 dauerten die Folgen rund 25 Minuten.
Laut Auskunft von ARD-Video wurde bei Folge 4 („Feuer im Büro“) und Folge 12 („Spur nach Berlin“) die Tonspur vernichtet. Da es auch keine Untertitel dazu gibt, wurden diese Folgen nicht auf der DVD-Collection Straßenfeger zu Kommissar Freytag veröffentlicht und bei den Wiederholungen ausgelassen, um Beschwerden zu vermeiden.

## Episoden
1. Erste Staffel
  1. Indiz im Schulterblatt
  2. „Nur“ ein Verkehrsunfall
  3. Mit Bewährungsfrist
  4. Feuer im Büro
  5. Treffpunkt Rolltreppe
  6. Weißer Marmor aus Athen
  7. Der rettende Stempel
  8. Ein „Sergeant“ greift ein
  9. Vergangenheit gegen bar
  10. Der Lodenmantel
  11. Teurer Umzug
  12. Spur nach Berlin
  13. Dora tanzt – Richard hängt
2. Zweite Staffel
  1. Der Schatten
  2. Grauer Wollhandschuh links
  3. Ein schwarzer Germane
  4. Damals in Leverkusen
  5. Sechs Pfund süße Träume
  6. Feuer, Wasser, Kohle
  7. Hunde, die bellen …
  8. Briefe aus Sydney
  9. Am Abgrund
  10. Die Augenzeugin
  11. Achtung – Reifenstecher
  12. Nachtleerung Null Uhr Dreißig
  13. Hundert Limousinen
3. Dritte Staffel
  1. Tod auf Rentenbasis
  2. Einkauf nach Mitternacht
  3. Frau Tanners Testament
  4. Schließfach 1026
  5. Rendezvous am Rabenkopf
  6. Fahrerwechsel
  7. Hundertstel Blende Acht
  8. Silberknauf mit Elfenbein
  9. Schmutzige Dollars
  10. Sieben Tropfen Wermut
  11. 1:0 für Frankfurt
  12. Zampo der Gerechte
  13. Blüten aus Las Vegas

## Hörspiele
Der Bayerische Rundfunk produzierte in den Jahren 1967/68 eine neunteilige Hörspielreihe, basierend auf Episoden der Fernsehserie. Die Rolle des Kommissars sprach Benno Sterzenbach, seinen Assistenten Peters spielte Horst Sachtleben, der auch die Bearbeitung der Drehbücher übernommen hatte. Die Regie führte Walter Netzsch.
Episoden:
1. Silberknauf mit Elfenbein
2. Briefe aus Sydney
3. Grauer Wollhandschuh links
4. Treffpunkt Rolltreppe
5. Sechs Pfund süße Träume
6. Stumme Zeugen
7. Hundert Limousinen
8. Frau Tanners Testament
9. Hunde, die bellen